# Pokr Mantasz
Pokr Mantasz – wieś w Armenii, w prowincji Szirak. W 2011 roku liczyła 3040 mieszkańców.